# Intelsat 905
O Intelsat 905 (IS-905) é um satélite de comunicação geoestacionário construído pela Space Systems/Loral (SS/L). Ele está localizado na posição orbital de 24,5 graus de longitude oeste e é operado pela Intelsat. O satélite foi baseado na plataforma LS-1300HL e sua vida útil estimada era de 13 anos.

## Lançamento
O satélite foi lançado com sucesso ao espaço no dia 5 de junho de 2002, às 06:44 UTC, por meio de um veículo Ariane-44L H10-3 a partir do Centro Espacial de Kourou na Guiana Francesa. Ele tinha uma massa de lançamento de 4725 kg.

## Capacidade e cobertura
O Intelsat 905 é equipado com 44 transponders em Banda C e 12 em Banda Ku, para fornecer radiodifusão, serviços de negócios, difusão de televisão direct-to-home, de telecomunicações, redes VSAT. Com cobertura sobre a África e Oriente Médio.